# Ichem Ferrah
Ichem Ferrah (* 23. September 2005 in Tourcoing) ist ein französisch-algerischer Fußballspieler, der bei OSC Lille in der Ligue 1 unter Vertrag steht.

## Karriere
Ferrah begann seine fußballerische Ausbildung 2012 bei der UJS Cheminot Tourcoing an der belgischen Grenze. Im Sommer 2016 wechselte er zum CS Neuville und zwei Jahre später in die Jugendakademie des OSC Lille. In der Saison 2021/22 spielte und traf er bereits für die U19-Mannschaft, kam aber auch schon zu seinem ersten Einsatz für das zweite Herrenteam. 2022/23 spielte er dann parallel für das U19-Team und die zweite Mannschaft in der National 3. Zudem stand Ferrah zweimal im Spieltagskader der Ligue-1-Mannschaft. Im Januar 2023 unterschrieb er schließlich seinen ersten Profivertrag bis Juni 2026. Anfang Dezember 2023 wurde er bei einem 2:0-Sieg über den FC Metz spät eingewechselt und gab somit sein Profidebüt. Im Sommer 2024 wurde er für eine Saison an den FC Rouen ausgeliehen.